# Pieter Mulder
Pieter Mulder (Randfontein, 26 luglio 1951) è un politico sudafricano.

## Biografia
Da giovane fu un buon giocatore di rugby e servì nella marina militare. Si laureò in scienze della comunicazione negli anni settanta, e ancora studente entrò in politica aderendo alla Federazione Studentesca Boera (Afrikaanse Studentebond). Dopo la laurea divenne docente all'Università di Città del Capo e nel 1984 direttore del Dipartimento di Comunicazione all'Università di Potchefstroom. Nel 1985 divenne consigliere comunale di Potchefstroom e nel 1988 fu eletto deputato indipendente nel collegio di Schweizer-Reneke, nel Transvaal.
Molto ostile a Nelson Mandela e all'African National Congress, nel marzo del 1994 fu tra i fondatori del principale partito nazionalista boero sudafricano, il Vryheidsfront Plus (VF+). Da allora fu sempre eletto deputato al parlamento nel collegio di Potchefstroom. Il pensiero politico di Mulder, e la linea politica del VF+, è basato sull'aspirazione all'autonomia anche politica dei diversi gruppi etnici sudafricani. In questo senso il VF+ si pone su un piano analogo a quello di altri partiti etnici nazionalisti africani, come l'Inkatha Zulu (che sostiene l'autonomia del popolo zulu). Mulder ha spesso dichiarato di considerare l'idea di democrazia rappresentativa incompatibile con la realtà del Sudafrica, in quanto essa tende a premiare l'etnia maggioritaria a danno delle altre.
Mulder è sposato con Triena Roestorf e ha cinque figli.